# Jussi Lappi-Seppälä

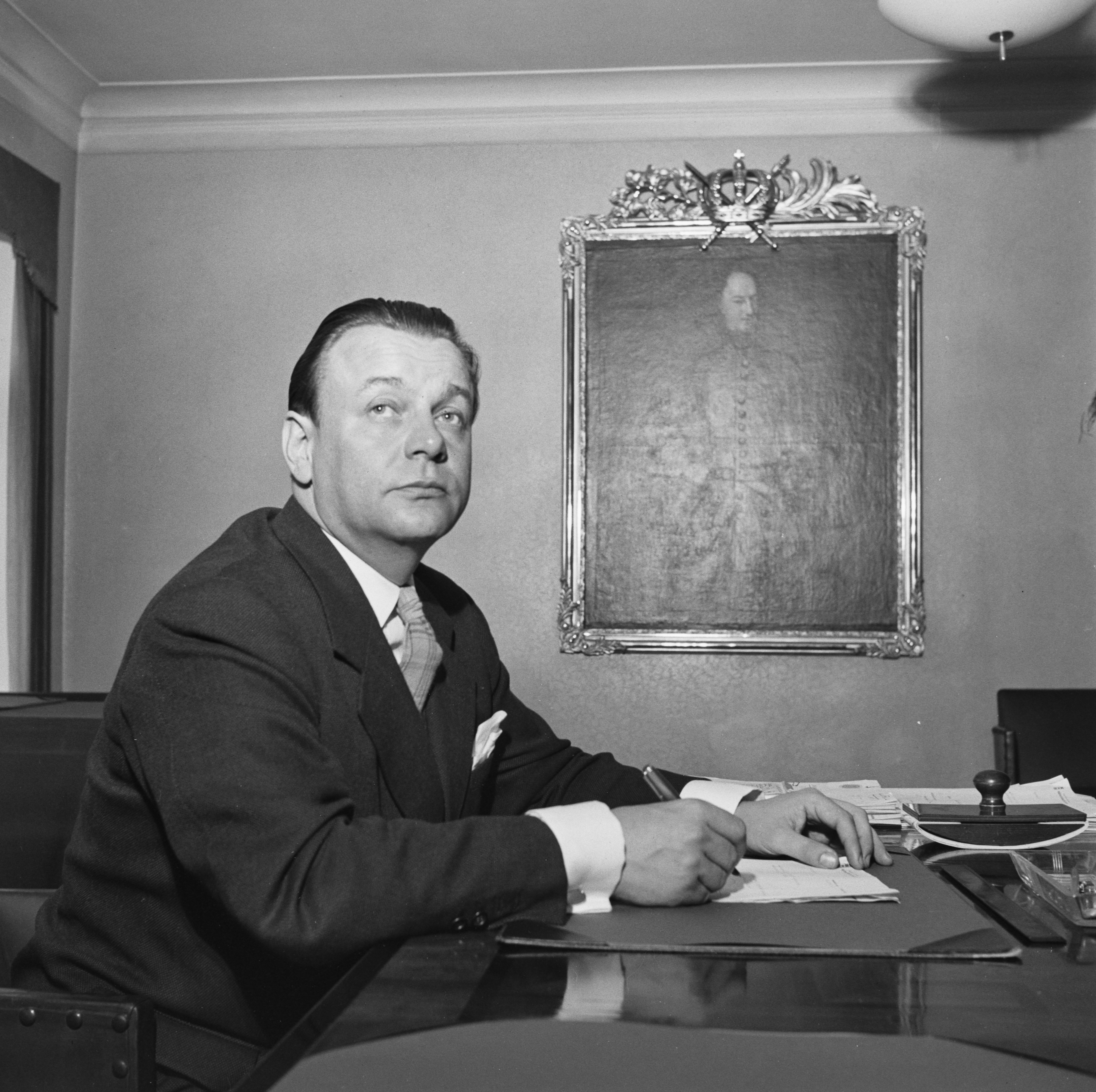
Jussi Lappi-Seppälä i början av 1950-talet.

Jussi Lappi-Seppälä, född 26 februari 1911 i Tammerfors, död 24 januari 1977 i Helsingfors, var en finländsk arkitekt.
Lappi-Seppälä utexaminerades från Tekniska högskolan i Helsingfors 1936 och drev tillsammans med Ilkka Martas en arkitektbyrå 1935–1960. De båda ritade bland annat Oy Veitsiluoto Ab:s kontor i Rovaniemi och tillbyggnaden av Helsingin Sanomats tidningshus i Helsingfors. Lappi-Seppälä var även anställd vid lantbruksministeriets kolonisationsavdelning 1938–1949, rådman vid magistraten i Helsingfors 1949–1953 och generaldirektör vid Byggnadsstyrelsen 1953–1971. Han tilldelades professors titel 1969.
Lappi-Seppälä var riksdagsman för Samlingspartiet 1945–1954, tillhörde stadsfullmäktige i Helsingfors 1947–1968, var ledamot av fastighetsnämnden 1947–1954 och ordförande för stadsplaneringsnämnden 1964–1965. Han utgav memoarerna Elävältä se maistui (1972).